# Sant Cristòfol de Pasqüets
Sant Cristòfol de Pasqüets és una església romànica del municipi de la Coma i la Pedra, a la comarca del Solsonès. És un monument protegit i inventariat dins el Patrimoni Arquitectònic Català

## Situació
Està situada al sector sud del terme municipal, als vessants de llevant de la Serra de Querol, al marge dret del Cardener, a un centenar de metres per damunt de la carretera de Coll de Port. S'aixeca damunt d'un llom rodejat d'antics camps de conreu, avui prats de pastura. L'indret queda al sud-oest del nucli de la Coma.
S'hi va a peu per un petit sender senyalitzat: la ruta de les ermites. Al km. 4 de la carretera LV-4012 de Sant Llorenç a Tuixén, abans de creuar el pont de la Pedra, es troba a l'esquerra un ampli espai on es pot aparcar (42° 09′ 53″ N, 1° 35′ 39″ E / 42.164828°N,1.594257°E). Hi ha un pal indicador. El sender inicialment puja cap al nord però molt aviat gira en direcció sud. Està ben fressat i arriba a Sant Cristòfol en menys de mitja hora.

## Descripció

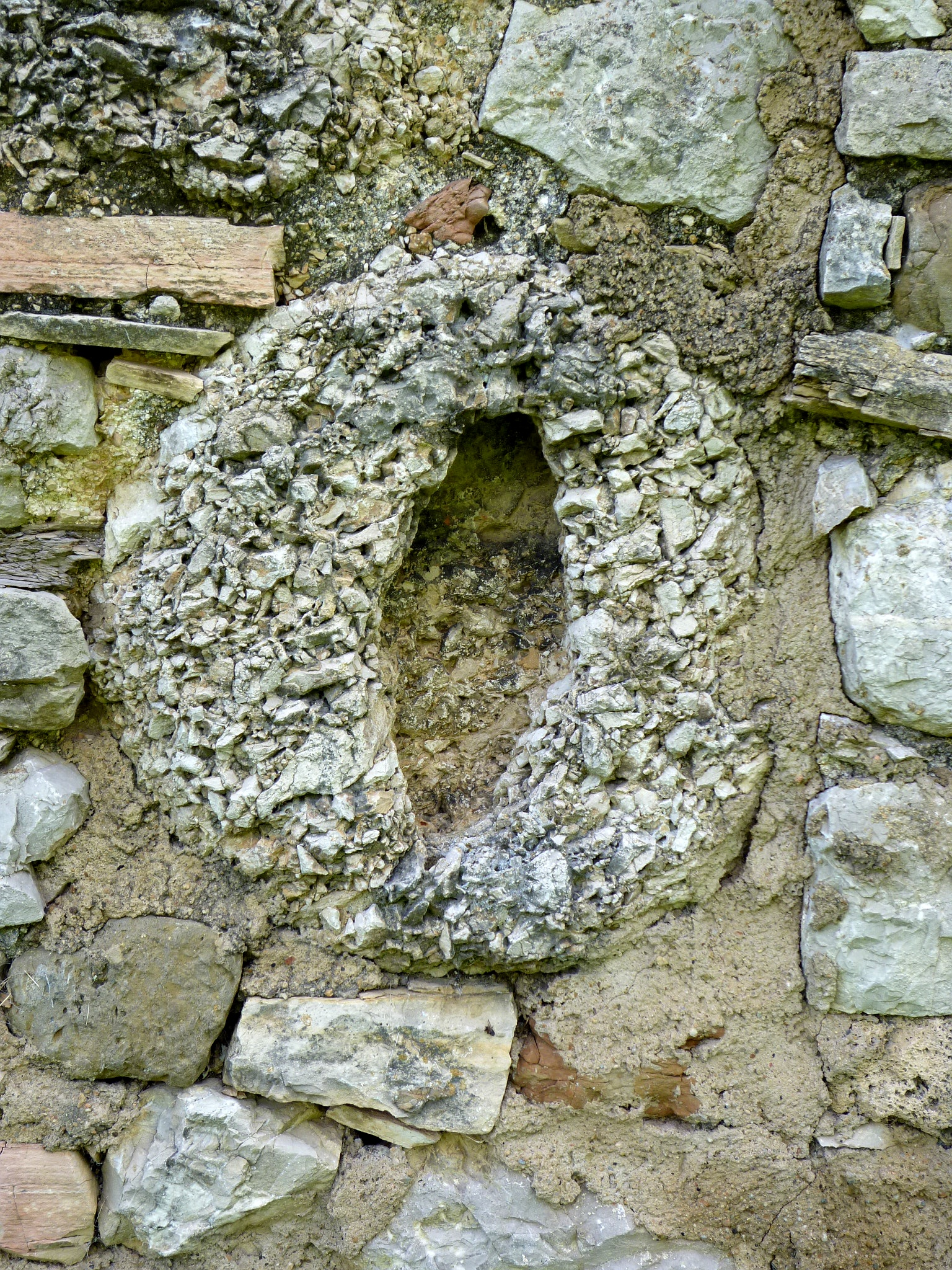
Motiu decoratiu fet en bretxa

Església d'una sola nau, sense absis i de reduïdes dimensions (2,70x4,80 metres). L'església ha perdut la seva coberta original que ha estat substituïda per una construcció de maons, visibles a través de l'enguixat interior. Aquesta coberta és a dues vessants. L'església està orientada a llevant i construïda amb un aparell molt rústec. La porta a ponent és d'esqueixada i molt senzilla. Cal pensar en una església d'orígens no romànics. Alguns autors la consideren una església preromànica. A l'altar hi ha pintat un retaule advocat al sant patró. L'església, està adossada a la masia del mateix nom.

## Notícies històriques
L'Església de Sant Cristòfol de Pasqüets o de Cogulls, es coneix també amb el nom de Sant Llop. Prop d'aquest indret, a la Costa de Galliners, el monestir de Sant Llorenç de Morunys hi tenia moltes vinyes. El lloc, apareix en la documentació medieval amb el nom de "Muntanya dels Llops". En aquest lloc hi havia encara al segle xvii galls negres salvatges, i aquest fou el nom que esdevingué el més conegut.